# Les nouvelles aventures d'Aladin
Les nouvelles aventures d'Aladin is een komische film uit 2015 van Arthur Benzaquen. Het verhaal is gebaseerd op dat van Aladin en de wonderlamp.

## Verhaal
Sam en zijn beste vriend Khaled verkleden zich op kerstavond als Kerstman om in de Galeries Lafayette enkele onopvallende diefstallen te kunnen plegen. Al snel wordt Sam opgehouden door enkele kinderen die willen dat hij een verhaal vertelt, het verhaal van Aladin. Hij besluit het te vertellen, op een heel eigenzinnige manier.

## Rolverdeling
| Acteur          | Personage                     |
| --------------- | ----------------------------- |
| Kev Adams       | Sam / Aladin                  |
| Jean-Paul Rouve | Jean-Pierre / de vizier       |
| Vanessa Guide   | Sofia / prinses Shallia       |
| William Lebghil | Khalid / neef van de vizier   |
| Audrey Lamy     | Barbara / dienster Rababa     |
| Eric Judor      | filosofisch schrijver / Geest |
| Michel Blanc    | Sofia's vader / Sultan        |